# ساتورنینو مارتینس
ساتورنینو مارتینس (اسپانیایی: Saturnino Martínez‎؛ ۱۹۲۸ – ۷ نوامبر ۱۹۶۰) بازیکن فوتبال اهل مکزیک بود.
از باشگاه‌هایی که در آن بازی کرده‌است می‌توان به باشگاه فوتبال نیکاکسا، باشگاه فوتبال لئون، و باشگاه فوتبال آتلانتی اشاره کرد.
وی همچنین در تیم ملی فوتبال مکزیک بازی کرده‌است.